# Autopolis
Autopolis est un circuit de course situé près de Kamitsue dans la Préfecture d'Ōita au Japon. Ouvert depuis 1990, il accueille principalement des épreuves des compétitions de Super GT et de Super Formula.

## Histoire
Le circuit a été construit sous l'impulsion du promoteur immobilier et investisseur Tomonori Tsurumaki et n'a accueilli qu'une seule épreuve internationale lors du championnat du monde des voitures de sport 1991, course remportée par Michael Schumacher et Karl Wendlinger.
Depuis 2005, le circuit est la propriété de Kawasaki. Il est utilisé pour la mise au point et le développement des motos.

## Courses annuelles
- Super GT
- Super Formula